# Copa Paraguai
La Copa Paraguai és una competició futbolística per eliminatòries del Paraguai.

Trofeu de la competició.

Va començar l'any 2018, essent successor del desaparegut Torneig República. El projecte per a la seva creació es va presentar oficialment el desembre de 2017 i aprovat pel Comitè Executiu de l'Associació Paraguaiana de Futbol el 20 de febrer de 2018.
La competició comença l'abril i finalitza el novembre, i el campió de la copa es classifica per la Copa Libertadores del proper any (Copa Sudamericana fins l'edició del 2022. Si el guanyador de la copa ja s'ha classificat per a competicions sud-americanes a través de la lliga, es classificarà el subcampió de la copa (o l'equip tercer classificat). Si els tres primers equips ja s'han classificat per a competicions sud-americanes a través de la lliga, aleshores l'equip millor classificat de la Primera Divisió Paraguaiana que encara no s'hagi classificat per a una competició internacional es classificarà per a la Copa Sudamericana. A partir de l'edició 2021, el guanyador també es classifica per a la Supercopa del Paraguai de futbol.

## Format
Per a la seva primera edició el 2018, la competició es va dividir en dues fases: una fase preliminar i una fase nacional.
A la fase preliminar, els equips de la Primera B, Primera C i la UFI van competir per 20 places per a l'etapa nacional: 7 equips de Primera B, 6 de Primera C, i 7 de la UFI classificats per a la següent fase de la competició.
A l'etapa nacional, els 12 equips de la Primera Divisió i els 16 equips de la Divisió Intermèdia s'uneixen als 20 equips classificats de la fase preliminar per a un total de 48 equips en aquesta fase, emparellats en 24 eliminatòries, amb els guanyadors classificant-se per a la segona ronda. Els 12 guanyadors de la segona ronda així com els quatre millors perdedors passen als vuitens de final. A partir d'aquest moment, la Copa Paraguai continua com un torneig d'eliminació única.
La següent edició la competició s'expandí a 64 equips, permetent més participants d'equips de categories inferiors. L'abril de 2022, la APF confirmà un total de 74 equips per a la següent edició.

## Historial
Font:
| Ed. | Any  | Campió                                       | Resultat                                     | Finalista                                    | Tercer classificat                           | Quart classificat                            |
| --- | ---- | -------------------------------------------- | -------------------------------------------- | -------------------------------------------- | -------------------------------------------- | -------------------------------------------- |
| 1   | 2018 | Guaraní                                      | 2–2 (5–3 p)                                  | Olimpia                                      | Sportivo Luqueño                             | Resistencia                                  |
| 2   | 2019 | Libertad                                     | 3–0                                          | Guaraní                                      | Deportivo Capiatá                            | Sol de América                               |
| –   | 2020 | No es disputà per la pandèmia de la COVID-19 | No es disputà per la pandèmia de la COVID-19 | No es disputà per la pandèmia de la COVID-19 | No es disputà per la pandèmia de la COVID-19 | No es disputà per la pandèmia de la COVID-19 |
| 3   | 2021 | Olimpia                                      | 2–2 (3–1 p)                                  | Sol de América                               | Libertad                                     | Tembetary                                    |
| 4   | 2022 | Sportivo Ameliano                            | 1–1 (4–3 p)                                  | Nacional                                     | Guaraní                                      | Tembetary                                    |
| 5   | 2023 | Libertad                                     | 1–1 (4–1 p)                                  | Sportivo Trinidense                          | Nacional                                     | Guaraní                                      |